# 한강 해전 (1951년)
한강 해전은 1951년 9월 28일부터 9월 30일까지 이어진 한국 전쟁의 해전이었다. 주요 전투는 오스트레일리아 순양함이 중국인민지원군에 의해 공격을 받은 직후에 발발했다. 이전까지 국제 연합의 함선들은 중공군의 제한된 저항에만 대처했고 한강에서 양측 간의 직접적 교전은 발생하지 않았다. 교전 이후 유엔 해군은 한강에서 지속적으로 작전을 수행했고 2달 후 한강 수역에서의 정찰 활동은 중공군 선박의 위협으로 중단되었다. 이 해전으로 오스트레일리아군 4명이 부상을 입었고 중공군 40명이 사망했으며 중공군 야포 몇 문이 파괴되었다.

## 서막
영국 해군 순양함 HMS 카디건 베이와 대한민국 해군 PF62, 오스트레일리아 해군 HMAS 머치슨을 비롯한 유엔 해군은 1951년 7월부터 한강에서 작전을 수행했는데 이들의 주요 작전 지역은 서울 서북쪽의 한강 수역, 즉 오늘날 김포시와 파주시 사이의 수역이었다. 유엔 해군은 황해로부터 내륙으로 들어올 수 있는 많은 정박지와 항해 불가능한 좁은 수로들을 통과할 수 있는 능력을 갖추었다. 이 무렵 한강 북쪽의 중공군의 주요 거점에서는 해안포가 설치되어 유엔 해군을 공격할 수 있었다. 이에 따라 유엔군은 적절한 화력 및 공격 범위를 갖추고 얕은 수로에서도 공격이 가능한 순양함을 전투에 배치했다.
7월부터 약 2달 동안 중공군은 한강에서 활동하는 유엔 해군에 대해 저격을 해 해안에서 기본 화기로 대응 사격하기도 하고 75mm포로 기습 공격을 가한 후 바로 철수하기도 했다. 이러한 저항은 유엔 해군 작전에 큰 영향을 미치지 못했다. 실제로 유엔군 사령부는 조심스러운 항해를 요구하고 수많은 모래 해안과 진흙 해안 사이에서 임무를 수행해야 했음에도 불구하고 수많은 유엔 해군은 좁은 해협을 통과하며 내륙 가까이에서 포격을 가했고 이는 유엔군이 주야에 모두 한강에서 우위권을 점할 수 있게 해주었다.

## 전투
중공군은 이러한 유엔 해군의 작전에 곧바로 응대했다. 1951년 9월 28일 앨런 돌러드 소령이 이끄는 오스트레일리아 해군 HMAS 머치슨에 맞서 중공군은 3개 마을에 숨겨져 있고 견고하게 방어되어 있는 예성강 입구에 매복했다. 중공군은 박격포와 75mm 야포, 개인 화기로 오스트레일리아 해군을 공격했고 HMAS 머치슨은 4인치 주포와 보포스 40mm 포로 맞서 싸웠다. 오스트레일리아 해군은 개인 화기 공격과 박격포 파편으로 예성강 입구에 갇히게 되었지만 75mm 야포에 직격을 날리는데 성공했다. 심각한 손상은 없었으며 오스트레일리아 해군 1명이 부상을 입었다. 오스트레일리아 해군은 40명의 중공군이 교전 중 사망했다고 보고했다.
9월 30일 HMAS 머치슨은 중공군에 의해 또다시 공격을 받았고 이번에도 역시 예성강 입구가 교전 지역이었다. 이번에 적의 공격은 더욱 강해지고 정확해졌고, 오스트레일리아 해군은 50mm 대전차포에 여러 발 맞았다. 이 중 몇몇은 선체를 관총하기도 했고 75mm 야포는 엔진실에서 폭발하여 함선에 피해를 입혔지만 심각한 손상이 발생하지는 않았다. 오스트레일리아 해군은 이에 맞서 중포를 발사하였고 중공군의 공격이 늦춰지는 동안 서쪽으로 이동하려고 시도했다. 안개가 끼면서 비가 오기 시작하자 HMAS 머치슨은 어쩔 수 없이 움직이지 못하였다. 비가 그치기 시작하자 HMAS 머치슨은 다시 움직이기 시작했으나 1번 더 기습 공격을 당했다. 중공군은 첫 공격 때보다 더욱 서쪽으로 이동한 지역에서 공격을 가했다. 오스트레일리아 해군도 맹렬히 반격했고 중공군 거점 몇 개를 파괴하는 데 성공했다. 함선은 7개의 구멍이 나면서 피해를 입었지만 피해 정도는 심각하지 않았고, 박격포 파편과 개인 화기로부터도 피해를 입었다. 보포스 40mm 포 중 하나가 완전히 파괴되어 운용이 불가능하게 되었다. 2차 전투 때에 오스트레일리아 해군은 3명이 부상을 입었고 이 중 1명은 중상을 입었다.

## 여파
이 사건 이후 UN 하구 정찰은 이어졌지만 이 정찰은 해안가를 따라 이어진 중공군 거점에서 오는 선박으로부터 제기된 위협이 증가함에 따라 제한적일 수 밖에 없었다. 결국 1951년 11월 유엔군은 한강에서의 모든 작전을 중단하기로 결정했다.

## 참고 자료
- Coulthard-Clark, Chris (2001). 《The Encyclopaedia of Australia's Battles》 Seco판. Crows Nest: Allen and Unwin. ISBN 1-86508-634-7.
- Odgers, George (2000). 《Remembering Korea: Australians in the War of 1950–53》. Sydney: Landsdowne Publishing. ISBN 1-86302-679-7. OCLC 50315481.

## 같이 보기
- 인천 상륙 작전
- 한강 전투